# Mike Ivie
Michael Wilson Ivie (Atlanta, 8 de agosto de 1952-North Augusta; 21 de julio de 2023) fue un beisbolista estadounidense que jugó doce temporadas con cuatro equipos de la MLB en las posiciones de tercera base, jardinero izquierdo y bateador designado. Actualmente es uno de los únicos cinco bateadores de la MLB en conectar dos Grand Slam en una misma temporada junto a Davey Johnson de los Philadelphia Phillies, Darryl Strawberry de los New York Yankees, Ben Broussard de los Cleveland Indians, y Brooks Conrad de los Atlanta Braves.

## Carrera
A nivel universitario fue catcher, y fue la primera selección global del Draft de 1970 por los San Diego Padres, e hizo su debut al año siguiente con 18 años como tercera base, aunque con los Padres también jugó de primera base. En 1978 fue cambiado a los San Francisco Giants por Derrel Thomas.
Esa temporada fue una de las peleas en la División Oeste más cerradas de la historia en la que los Giants pelearon contra sus rivales Los Angeles Dodgers por el título divisional. El 28 de mayo de 1978 Ivie le conectó un Grand Slam al abridor de los Dodgers Don Sutton en Candlestick Park en la victoria de Giants por 6-5. En la siguiente temporada conectó 27 cuadrangulares y 89 carreras impulsadas.
En 1980 era considerado como primera base en los Giants, pero un accidente con un cuchillo de cacería rebanó parte de los cinco dedos de su mano derecha, no pudo recuperar el ritmo de juego y terminó siendo un jugador suplente. En 1981 fue cambiado a los Houston Astros por Dave Bergman y Jeffrey Leonard, y una cláusula de liberación de contrato.
Al año siguiente es contratado por los Detroit Tigers a petición del entonces mánager del equipo Sparky Anderson para jugar de primera base y bateador designado, conectando 14 cuadrangulares en su primera temporada. Al año siguiente fue cortado por los Tigers y se retiró.

## Vida personal
Después de su liberación de los Tigers, Ivie abrió una tienda profesional de caza y pesca en Snellville, Georgia . [dieciséis]

## Muerte
Ivie murió en North Augusta, Carolina del Sur, el 21 de julio de 2023, a la edad de 70 años. [17]